# OH!バンデス
『OH!バンデス』（オー!バンデス）は、ミヤギテレビのUスタジオから生放送されている平日夕方ワイド番組（ローカルワイド番組）。1995年4月3日放送開始。愛称は「バンデス」。

## 概要
総合司会はさとう宗幸（通称は「宗さん」、この番組を発祥として、宮城県内ではこう呼ばれることが多い）、パートナーとして蜂谷由梨奈（月 - 水曜担当）と武田玲子（木・金曜担当）。さとうがコンサートや東京での仕事（NHK『うたコン』出演など）などで番組を休む場合には伊藤拓もしくは永峯良が代役として司会を務めるが、かつては浮ヶ谷美穂や鈴木沙喜代が1人で司会を務めることがあった。また、さとうが日本テレビ『午後は○○おもいッきりテレビ』に出演して番組途中から参加する場合にも、さとうが到着するまで浮ヶ谷が1人で司会を務めることがあった。
宮城県のローカル番組ではかなりの人気番組として知られ、この番組のレギュラー出演を機に知名度が上がり、宮城県内のCMに出演機会を得たりするローカルタレントが出演している。
出演者のほとんどはミヤギテレビアナウンサーやさとう音楽事務所、モックプランニング、仙台SOSモデルエージェンシー、ぐっどもーにんぐに所属しているローカルタレントである。
番組は4部構成であり、第1部（15:48 - 16:50）・第2部（16:50 - 17:53）は本番組を放送、第3部（17:53 - 18:15）は全国ニュース『news every.』の第3部を放送、第4部（18:15 - 19:00）は宮城県内のニュース『ミヤギnews every.』を放送し、柳瀬洋平・安斎摩紀（月・火曜担当）・白壁里沙子（水～金曜担当）がキャスターを務める。
日本テレビ系列で放映しているローカル情報番組とも連携しており、月曜日の不定期には熊本県民テレビの『てれビタ』と「宮城×熊本 バンミンShow!」（現在休止中）、火曜日は山形放送の『ピヨ卵ワイド』と「バンたま太鼓判」、水曜日はテレビ岩手の『5きげんテレビ』と「宮城・岩手 ど～なKnow?」、木曜日は福島中央テレビの『ゴジてれ Chu !』と「みやぎ・ふくしま バンデス×Chu!」のコーナーで中継を結んでいる。
番組で使われている挨拶は「こんにちは」・「こんばんは」ではなく、夕方の挨拶として北関東から北海道まで使用される方言の「おばんです」である（NHK盛岡放送局の『おばんですいわて』と同様）。これは「宮城×熊本 バンミンShow!」・「バンたま太鼓判」・「宮城・岩手 ど～なKnow?」・「みやぎ・ふくしま バンデス×Chu!」や、毎年夏に放送されている『24時間テレビ 「愛は地球を救う」』の宮城県の中継でも使われる。また、番組冒頭の挨拶では手話をしながら「おばんです」と言う。しかし、第1回放送のオープニングではさとう・渡辺が「おばんです」の前に「こんばんは」と言ってしまうシーンもあった。
近年では年内最終放送日において、全国ニュースの後に宮城県内のニュースではなく、年末特別企画などを放送している。

## 放送休止・放送時間変更時の対応
当番組は2015年4月1日以降、15:50 - 16:50を第1部、16:50 - 17:53を第2部、17:53 - 18:15を第3部、18:15 - 19:00を第4部として15:50から19:00まで生放送されているが、祝日などにプロ野球中継や日本テレビ系列局制作の特別番組を放送する場合は一部時間帯を休止し、短縮放送を行うか『OH!バンデス』としては全編休止として『news every.』と『ミヤギnews every.』のみ単独番組扱いで放送する形を取る。
基本的に選挙関連に伴う特別編成やNNN強制ネット枠に変更される場合以外では『news every.』の第1部（15:50 - 16:50）・第2部（16:50 - 17:53）をネットすることはない（東日本大震災直後の一時期を除く）。15:50 - 16:50の第1部が休止されても、16:50から19:00まで『OH!バンデス（第2部・第3部・第4部）』を放送する。短縮放送を実施する場合は中継やコーナーを休止することにより対応している。
年末年始は原則、本番組が全編休止となることから、休止期間中の宮城地区のローカルニュース・天気予報は、『news every.（年末年始版）』・『NNNニュース』・『NNNニュース&スポーツ』内のローカル枠で放送する。

## 東日本大震災に伴う特別編成
2011年3月11日に発生した東日本大震災による影響により、番組は1週間にわたって放送を休止していたが、同年3月22日より放送を再開した。しかし、放送時間は15:50 - 16:53（17:00）の第1部のみに短縮され、16:53（17:00） - 18:16は『news every.』、18:16 - 19:00は『ミヤギnews every.』を放送するという編成となった。内容も被災地の状況を伝えるリポートや、ライフラインの復旧情報や生活関連情報、さとうによる歌のメッセージ、宗さんポスト（金曜）、視聴者からのEメールや便りの紹介で構成された。被災地リポートは永峯良・高橋佳生・渡辺勝彦・佐藤育美・伊藤拓アナウンサーらが取材を行い、当日または翌日にその様子が紹介された。また、天気予報は仙台駅前が使用できないためスタジオから行っていた。
同年5月2日より通常通りの放送時間（15:50 - 17:50）に戻され、これにより15:50 - 19:00は同年3月10日以来、再び全編『OH!バンデス（第1部・第2部・第3部）』となった。内容は引き続き東日本大震災に伴う特別編成のままであった。
同年5月から7月までにかけて、震災前に行われていたコーナーも徐々に復活し、同年10月にはほぼ震災前の番組スタイルに戻っている。

## 歴史
- 1995年4月3日 : 番組の放送が開始される。当時の名称は『宗さんのOH!バンデス』だった（放送時間は16:54 - 19:00）。当初さとう宗幸は中継に出ており、スタジオ司会は浮ヶ谷美穂と渡辺勝彦が担当する形で始まった。程なくして、渡辺をバンデス記者に降格させた上で、さとう宗幸がスタジオ司会に昇格し、現在に至る。
- 1995年5月 : 福島中央テレビの『ゴジてれシャトル』との交流コーナー「みやぎ・ふくしま バンデスシャトル」が開始される。
- 1996年8月19日 : 仙台駅前中継を担当していた初代リポーター小山田明美がトラックの荷崩れ事故に巻き込まれ急逝し、当時全国放送のワイドショーでも取り上げられた[9]。
- 1998年10月 : ミヤギテレビで朝の情報番組『あッ!晴れテレビ』の放送が開始される。それに伴い、『あッ!晴れテレビ』放送開始の少し前に、それまでバンデス記者として出演していた渡辺勝彦や仙台駅前からの中継を担当していた青山縁が『あッ!晴れテレビ』へと移るために『OH!バンデス』から降板する（渡辺に関しては一時的な降板）。
- 2003年 : 関連番組『お先にバンデス』（15:50 - 16:00）の放送が開始される。永峯良の移動中継による「わらしべ良じゃ」と「今日のラインナップ」などの内容だった。
- 2004年3月 : 『あッ!晴れテレビ』の放送が終了。またこの日を最後に、第4部の県内ニュースパートに『OH!バンデス』側の出演者が登場しなくなり、番組構成としては別番組に分離される（編成上はそのまま『OH!バンデス』として扱われる）。
- 2004年5月31日 : ライバルの『ヨジテレビ!』（仙台放送）に対抗して放送開始が15:50へと繰り上がり、放送時間が拡大される。『お先にバンデス』は発展的に終了し、番組開始時からのセットも一新された。この日より、櫻田彩子などの『あッ!晴れテレビ』の出演陣が『OH!バンデス』へと合流。櫻田とともに司会だった渡辺勝彦も復帰した。
- 2005年4月3日 : 放送開始10周年を迎えた。
- 2005年5月 : 仙台市の藤崎百貨店にて、番組で紹介した商品を集めた「OH!バンデス日本全国おとり寄せフェア」を開催した。
- 2005年9月26日 : 司会の浮ヶ谷美穂が番組内で婚約を発表した。
- 2005年12月1日 : 地上デジタルテレビ放送での放送が開始（ハイビジョン制作・5.1chサラウンド放送）し、セットも再び一新された。また、スタジオも番組開始時からのJスタジオからUスタジオに移った。
- 2006年4月3日 : NNN系列のニュースが『NNNニュースプラス1』から『NNN Newsリアルタイム』に変わったため、第4部の県内ニュースパートが『OH!バンデス NEWS PLUS 1』から『Newsリアルタイムミヤギ』と改題される。
- 2006年6月20日 : 山形放送『ピヨ卵ワイド430』との交流コーナー「これ見て!バンたま」が開始される。
- 2006年6月27日 - 7月10日 : 宮城県内のサンクス119店で、期間限定で「宗さんイチ押しバンデス弁当」を発売する。番組がサンクスと共同で開発した弁当で、14日間で38,000個を売り上げた。
- 2006年3月 - 2007年3月 : 宮城県北部を走っていた第三セクターのくりはら田園鉄道の廃止までの1年を盛り上げるべく、「くりでん応援プロジェクト」を展開する。
- 2007年5月3日 : 放送回数3000回を迎えた。
- 2008年3月31日 : 放送開始14年目を迎え、それに関連してリニューアルされる番組内容を紹介する『OH!ミテ×バンデス』という番組が10:50 - 11:20に放送された。
- 2008年4月 : 福島中央テレビの『ゴジてれシャトル』が『ゴジてれ Chu !』へリニューアルされたことに伴い、福島と結ぶ二元中継コーナーの名称を「みやぎ・ふくしま バンデスシャトル」から「みやぎ・ふくしま バンデス×Chu!」へ変更した。
- 2008年11月 : くまもと県民テレビの『テレビタミン』との交流コーナー「宮城×熊本 バンミンShow!」が開始される。
- 2009年4月6日 : 放送開始から15年目を迎えたことを記念して、当日は宮城県白石市の白石城から生中継を行った[10]。
- 2009年11月19日 : 木・金曜MCの安斎摩紀が番組内で妊娠中であることを発表した。
- 2009年12月25日 : 2009年最後の放送となる『OH!バンデス 御用納めスペシャル!』において、木・金曜MC安斎摩紀が翌2010年1月から産休に入ることを発表した。同時に2010年1月から浜本徳子が加入することも発表された。
- 2010年1月7日 : 産休中の安斎摩紀に代わる木・金曜MCとして浜本徳子が加入する。
- 2010年3月26日 : 第4部の県内ニュースパートが『NNN Newsリアルタイム』放送終了により、『Newsリアルタイムミヤギ』のタイトルでの放送を終了。、キャスターの深井ゆきえもニュース担当を離れ、『OH!バンデス』の週末中継へ移動した。
- 2010年3月29日 : NNN系列のニュースが『NNN Newsリアルタイム』から『news every.』に変わったため、第4部の県内ニュースパートも『Newsリアルタイムミヤギ』から『ミヤギnews every.』に改題される。新キャスターとして武田玲子が加入する。
- 2010年3月31日 : 放送開始15周年を記念して、仙台市泉区にあるイズミティ21小ホールからの公開生放送を行った。
- 2010年6月2日 : 15:55 - 16:53に『NNN報道特番 鳩山首相・小沢幹事長辞任!今後の行方は?』、16:53 - 17:50に『news every.』を放送する関係で第1部・第2部が休止された（第3部は通常通りだったが放送内容が大幅に変更された）[11]。
- 2010年9月7日 : 民主党代表選公示に伴う『news every.』の特別編成により第2部・第3部を休止した。また、第1部ではMCの浮ヶ谷美穂が休んだため、さとう宗幸が単独で司会・進行を行った[12]。
- 2010年9月24日 : 金曜レギュラーの深井ゆきえが妊娠7ヶ月であることを報告し、同時に同年10月から産休に入ることも発表された。
- 2010年10月4日 : 読売テレビ『情報ライブ ミヤネ屋』での「全国の夕方ワイドさん!こんにちは!」の企画として、読売テレビとミヤギテレビを中継で結んだ。また、宮城県からの中継では女川町から宮城の旬「サンマ」を紹介した[13]。
- 2011年3月11日 : 同日14時46分に発生した東日本大震災の緊急速報を放送するために番組を全編休止した。
- 2011年3月14日 - 3月18日 : 東日本大震災関連のNNN報道特別番組を15:55 - 19:00に放送したため、1週間にわたり放送を全編休止した。
- 2011年3月22日 : 番組を再開したが、レギュラーコーナーを休止して「がんばろう!宮城」をテーマに被災地の状況や生活関連情報・視聴者からのEメールを紹介するという形の内容で番組が構成され、『news every.』を16:53（17:00） - 19:00にネットするため、同日から約5週間ほどにわたって16:53（17:00）までの短縮放送が続けられた[14]。
- 2011年5月2日 : 15:50 - 17:50での放送を再開したが、番組内容は同年3月22日から4月29日までとほぼ同じ内容での構成が続く。また、同日には『情報ライブ ミヤネ屋』の生中継放送で松島を訪れていた宮根誠司が浜本徳子と共に第1部の中継を行った。「仙台駅前」からの中継は駅前が工事中で使用できないため、代わりに「ミヤギテレビ前庭」からの中継を行った。
- 2011年5月23日 : 仙台駅の外壁を補修するために設置されていた足場やネットが一部取り外されたことから、暫定的な措置として「ミヤギテレビ前庭」からの中継を終了し、「仙台駅前」からの中継を再開した。
- 2011年10月3日 : 第3部『news every.』NNN枠の開始時間がこれまでの17:50から17:53に変更されたことに伴い、第2部の放送時間が3分延長された。また、第4部『ミヤギnews every.』は開始時刻が1分早まって18:15となった。
- 2011年10月29日 : 番組史上初となる特別番組『OH!バンデス presents ふるさとに生きる～復興への道～』が10:30 - 11:25に放送された。ナビゲーターはさとう宗幸、ナレーターは高橋佳生が担当した。
- 2012年9月28日 : 木・金曜MCの浜本徳子が同日限りで番組を降板し、後任として鈴木沙喜代が番組へ加わることが発表された。
- 2012年10月4日 : 木・金曜MCとして鈴木沙喜代が番組へ加入した。
- 2013年1月7日 : 2005年12月より使用してきたセットが全て一新された。
- 2013年12月29日 : 東北楽天ゴールデンイーグルスの2013年パシフィック・リーグおよび日本シリーズ制覇を記念した特別番組『OH!バンデス 楽天イーグルス優勝ありがとうSP』が11:45 - 13:00に放送された。ゲストとして楽天イーグルスの銀次が出演し、同じく楽天イーグルスの則本昂大が電話でのゲストとして登場したほか、番組内では永峯良が担当するコーナー「がんばろう!宮城」の特別編も放送された。
- 2014年5月 : 仙台駅の大規模改装工事に伴い、「仙台駅前」に代わる中継先として「仙台アンパンマンこどもミュージアム&モール」からの中継が開始される。
- 2014年8月4日 : 「仙台アンパンマンこどもミュージアム&モール」に代わる中継先として、「サンモール一番町商店街」の青葉通側からの中継が開始される。
- 2015年3月30日 : 放送回数5000回を迎えた。
- 2015年4月3日 : 放送開始20周年を迎えた。
- 2015年4月30日 : 放送開始20周年を記念して、番組の歴史や番組内にて紹介したグルメ情報などをまとめた書籍『TVガイド特別編集 「OH!バンデス」放送20周年記念 あなたの暮らしと“ずっと”“これからも”いっしょBOOK 』（東京ニュース通信社、ISBN 4863364709）が発表された。
- 2015年5月8日 : 放送開始20周年およびミヤギテレビ開局45周年を記念して、仙台市青葉区にあるせんだいメディアテークからの公開生放送を行った。当日は通常の金曜日のコーナーに加えて、さとう宗幸・高橋佳生のミニライブが行われたほか、ミヤギテレビの開局以降の歴史を振り返る「ミヤテレタイムトラベル」などといった特別企画も放送された。
- 2015年5月30日 : JR東日本・仙石線の全線運転再開を記念して、仙石線沿線からの生中継による特別番組『OH!バンデス 仙石線全線開通スペシャル ～希望のレールがつながった!～』が9:25 - 10:30に放送された。
- 2016年3月11日 : 東日本大震災から5年を迎え、荒浜漁港・荒浜にぎわい回廊商店街・東松島市立野蒜小学校・女川湾からの生中継による特別番組『OH!バンデス特別版 あれから5年 そして未来へ…』が10:25 - 11:30に放送された。
- 2016年4月4日 : この日より第1部・第2部のみ時刻表示を開始した。
- 2018年12月25日：番組開始から24年間にわたって『OH!バンデス』（1部・2部パート）のMCを務めてきた浮ヶ谷美穂がこの日、番組を卒業した。2019年1月より第4部「ミヤギnews every.」を担当することになる。
- 2018年12月28日：鈴木沙喜代が番組を卒業した。鈴木は年内をもってミヤギテレビを退社することも併せて発表した。
- 2019年1月7日：2017年10月からバンデス記者・中継リポーターとして出演していた白壁里沙子が月・火曜日担当MCに昇格し、この日から就任。
- 2019年1月9日：2016年12月まで番組内で仙台うみの杜水族館にまつわるリポートコーナー『はっちーのうみの杜にっき』を担当し、前年まで第4部『ミヤギnews every.』キャスターを担当していた蜂谷由梨奈が水・木・金曜日担当MCとして番組に返り咲き、この日から就任。
- 2022年1月4日：この日より第3部『news every.』と第4部『ミヤギnews every.』でも時刻表示を開始（但し、『OH!バンテス』は休止）。
- 2023年10月2日：この日より放送開始時刻を2分早め、15時48分からとした。

## 出演者

### 現在
MC
- さとう宗幸[16]（月 - 金曜、番組開始当時は屋外からの中継出演だった）
※さとうが番組を休んだ際には、伊藤拓もしくは永峯良が代理で担当する。
- 蜂谷由梨奈（ミヤギテレビアナウンサー、月 - 水曜担当、2019年1月9日 - 、MC就任前は、2015年10月7日 - 2016年12月26日までは、「はっちーのうみの杜にっき」と2017年1月 - 2018年12月まで県内ニュース「ミヤギnews every.」を担当。 2019年1月9日 - 2022年4月1日まで水 - 金曜担当。）
※蜂谷が番組を休んだ際には、武田が代理で担当する。
- 武田玲子（ミヤギテレビアナウンサー、2022年4月7日-、木・金曜担当、MC就任前は、2010年1月 - 3月までは、「OH!でかけデスか〜?」と2010年3月29日 - 2016年12月29日まで県内ニュース「ミヤギnews every.」を担当。）
※武田が番組を休んだ際には、蜂谷が代理で担当する。

中継
- 定点中継（仙台駅前S-PAL側→サンモール一番町→仙台駅前PARCO側）
  - 佐藤育美（2005年12月 - ）
※佐藤が番組を休んだ際には、他のメンバーが代理で担当する。
- 奥さ～ん!出たモン勝ち!!レシートナンバーズ
  - 安斎摩紀（ミヤギテレビアナウンサー）
※2015年6月12日まで大場カズキが担当していたが、番組休業により同月19日から7月3日までは加藤智也が担当し、7月10日からは安斎が担当している。また、安斎が番組を休んだ際には加藤などの他のメンバーが代理で担当する。

その他コーナー担当
- 解決!リョウ様/TAXIめし
  - 永峯良
- がんばろう!宮城
  - 伊藤拓（ミヤギテレビアナウンサー）
- 八木山ZooKAN
  - 渡辺勝彦（番組開始から数か月間スタジオでの司会を担当後、リポーターに降格。）
- 佳生のいつか来た道ぶ～らぶら
  - 高橋佳生
- 天気予報（オープニング・エンディング）、コスギンの世話やき天気（「早バンnews every.」後）
  - 小杉浩史（気象予報士、2015年5月13日 - [17]）
  - 佐藤可奈子（気象予報士、2017年10月2日 - ）オープニングコーナーを担当。以前にも小杉が夏休みの際、臨時で天気予報を担当していた。
- ニュースセンターから県内のニュース
  - 安斎摩紀（ミヤギテレビアナウンサー）（月・火曜担当）
  - 白壁里沙子（ミヤギテレビアナウンサー）（水 - 金曜担当）
- 早バンnews every.
  - 柳瀬洋平（ミヤギテレビアナウンサー）
- うみの杜にっき
  - 斎藤菜々子（特命飼育員、2017年1月16日 - ）モックプランニング所属。
- なんでやねん!?宮城解体新書→知ってるつもり⁉︎宮城解体新書→MAPでGO!伊達さんぽ
  - ティーナ・カリーナ（2016年4月8日 - ）
- SAKIYOのアマ～イ誘惑
  - 鈴木沙喜代（ミヤギテレビアナウンサー、2015年4月3日 - 2018年12月28日）
- お食事処 馬場ちゃん（2017年4月6日 - 、2018年4月から木曜→月曜に移動
  - 馬場裕之（ロバート）（2017年4月6日 - ）
- 吉本 農業で住みます芸人（2017年4月 - 2018年3月）
  - 衝撃デリバリー
- イチュー（移動中継コーナー）(2017年4月 - ）
- * バンデス記者やミヤギテレビアナウンサーが担当。
- バンデス×じゃらん 旅❤️ドキッ☘
  - はすみ奈緒
- サキドリ!CHECK 新店堂（2018年4月2日 - ）
  - 松田泰成

バンデス記者
- 永峯良
- 渡辺勝彦
- はすみ奈緒
- 後藤麻子
- 遠山みのり
- 渡邊裕子
- 加藤智也（ミヤギテレビアナウンサー）
- 松田泰成（2018年4月2日 - ）
- 宍戸真詩美（2018年5月3日 - ）（元福島テレビアナウンサー）
- 庄司梨紗
- 福盛田悠（ミヤギテレビアナウンサー、元秋田朝日放送、福島テレビアナウンサー）

### 過去
MC
- 浮ヶ谷美穂[16]（当時ミヤギテレビアナウンサー、1995年4月3日 - 2007年3月30日は月 - 金曜担当、2007年4月2日 - 2014年3月26日は月 - 水曜担当、2014年3月31日 - 2018年12月25日は月・火曜担当。2019年1月7日から2022年3月30日までは第4部「ミヤギnews every.」を担当。）
- 安斎摩紀（ミヤギテレビアナウンサー、2007年4月5日 - 2009年12月25日、木・金曜担当）
- 浜本徳子（当時ミヤギテレビアナウンサー、2010年1月7日 - 2012年9月28日、木・金曜担当）
- 鈴木沙喜代（当時ミヤギテレビアナウンサー、2012年10月4日 - 2014年3月28日は木・金曜担当、2014年4月2日 - 2018年12月28日は水 - 金曜担当。番組卒業と同時にミヤギテレビを退社。）
- 白壁里沙子（ミヤギテレビアナウンサー、2019年1月7日 - 2022年3月29日、月・火曜担当。MC就任前の2017年10月からバンデス記者・中継リポーターとして出演していた。2022年4月6日からは第4部「ミヤギnews every.」を担当。）

中継
- 向こう三軒!おじゃましま～す!!
週に1つの地区・通りを中継で訪れ、その中にある名跡や施設・店舗などを細かく回ってその地区の特色を紹介していくコーナー。
  - 菅原美話（1995年4月 - 1997年10月[18]）
  - 青山縁（当時ミヤギテレビアナウンサー、1997年11月 - 1998年1月）
  - 永峯良（1998年2月 - 2005年11月）
  - 渡辺勝彦（2005年12月 - 2008年3月）
渡辺時代には「向こう三軒!もーイイかい?」という、気ままに寄ったお店で渡辺が決めたテーマで何か食べさせてもらおうというコーナーが存在した（2008年初頭ごろに終了）。
- 松ちゃんの向こう三軒!おじゃましま～す!!（2014年4月 - 2015年9月）
  - 松原稜典（ミヤギテレビアナウンサー、毎月第1週を除く月 - 木曜（伊藤拓と1週間交替で担当））
- 唯ちゃんの向こう三軒!おじゃましま〜す!!（2013年1月 - 2014年3月）、唯ちゃんは会いたgirl!（2014年4月7日 - 2016年3月3日[19]）
  - 佐藤唯（毎月第1週 月 - 木曜）
- 拓ちゃんの向こう三軒!おじゃましま～す!!（2008年4月 - 2016年9月）
  - 伊藤拓（ミヤギテレビアナウンサー、毎月第2・4・5週 月 - 木曜）
- 育美ちゃんの向こう三軒!おじゃましま～す!!（2015年10月19日 - 2016年9月）
  - 佐藤育美（毎月第1週月〜木曜）
- マッキーの向こう三軒!おじゃましま～す!!（2016年5月16日 - 2016年9月）
  - 安斎摩紀（ミヤギテレビアナウンサー、毎月第3週 月 - 木曜）
- 定点中継（仙台駅前→仙台アンパンマンこどもミュージアム&モール→サンモール一番町）
  - 小山田明美（1995年4月 - 1996年8月19日）
  - 青山縁（当時ミヤギテレビアナウンサー）
  - はすみ奈緒（2002年4月 - 2005年11月）
  - 松原稜典（ミヤギテレビアナウンサー、2015年10月9日 - 2016年9月）
- 週末はアレでしょ?（永峯時代は「永峯の～」）
週末のおすすめスポットを紹介するコーナー。
  - 永峯良
永峯が番組の代理司会を担当する際には、当時ミヤギテレビアナウンサー（現：ミヤギテレビサービス社長）の水本豊が担当していた。
  - 伊藤拓（ミヤギテレビアナウンサー、隔週）
  - 外賀幸一（ミヤギテレビアナウンサー、隔週）
- 育美のココちゅー!
週末のおすすめスポットを紹介するコーナー。
  - 佐藤育美
- OH!でかけデスか～?（2008年4月4日 - 2011年3月4日）
週末のおすすめスポットを紹介するコーナー。
  - 渡辺勝彦（2008年4月 - 9月）
  - 真野みづほ（2008年4月 - 2009年12月、2010年6月 - 2011年3月）
  - 武田玲子（ミヤギテレビアナウンサー、2010年1月 - 3月）
  - 深井ゆきえ（当時ミヤギテレビアナウンサー、2010年4月 - 5月）
- 奥さ～ん!出たモン勝ち!!レシートナンバーズ
  - 高橋佳生
  - 加藤智也（ミヤギテレビアナウンサー、2010年4月 - 2012年5月）
  - オコチャ（2012年6月 - 2015年3月）
  - 大場カズキ（2015年4月 - 6月12日[20]）
- 育美（松ちゃん）のかわりにメッセージ
誰かに伝えたい「ありがとう」や「おめでとう」のメッセージを視聴者に代わって伝えるコーナー。
  - 佐藤育美（2015年5月18日 – 2016年4月1日）
  - 松原稜典（ミヤギテレビアナウンサー、佐藤の不在時の代理）
- ちょっと聞いてヨ!育美ちゃん
佐藤に聞いてほしい家族や生活、育児、仕事などの身の回りで起こった出来事を紹介するコーナー。
  - 佐藤育美（2016年4月8日 - 2016年9月）
- 街DEみ〜っけ!
街中で見つけた気になるグルメやグッズ、お店などを紹介するコーナー。
  - 佐藤育美（2016年10月 - 2017年7月）

その他コーナー担当
- 大人の旅
  - 高橋佳生
- 金曜中継（不定期コーナー）、マッキーのぐるりんワールドマップ、マッキーの通りへGO!GO!、マッキーの聞かせてチョーダイ!
  - 安斎摩紀（ミヤギテレビアナウンサー）
- 永峯良のバンデスねっとわ〜く
  - 永峯良
- はまちゃんのお仕事あります。、はまちゃんの知ッテQ、はまちゃんの常識講座
  - 浜本徳子（当時ミヤギテレビアナウンサー）
- Reikoのハヤリノコトバ
  - 武田玲子（ミヤギテレビアナウンサー）
- 日本全国 彩子のおとり寄せ
  - 櫻田彩子
- 週刊特ダネげっちゅ♥
  - 早坂明子（2009年1月8日 – 8月20日）
- 柳瀬洋平（深井ゆきえ）の早バンリアル
  - 柳瀬洋平（ミヤギテレビアナウンサー）
柳瀬が休みの際には、深井ゆきえ（当時ミヤギテレビアナウンサー）が担当していた。
- びゅうで旅しよう!
  - 丹野裕美（2009年7月3日 - 2011年3月4日）
- 懐かし!DVD倶楽部→ドキドキ!&懐かし!DVD倶楽部
  - はすみ奈緒
  - 佐藤育美
  - 早坂明子
  - 渡辺勝彦
- チャリ♪日和
  - おくとぱす85（2012年5月3日 - 10月25日）
- 大場クン、これやって。（2013年1月11日 – 2014年9月19日）、みやぎ食べつくし 旬の◯◯いただきます（2014年10月8日 - 2015年6月3日）
  - 大場カズキ
- いまを知る!90秒一本勝負
  - 伊藤拓（ミヤギテレビアナウンサー）
- 映画に乾杯
  - はすみ奈緒
- なべの勝手にロックオン!、宮城ナニコレ!?おとなの社会科見学
  - 渡辺勝彦
- ミヤテレ45周年記念 歌街道中膝栗毛
国道45号を仙台市から気仙沼市まで1年かけて歩き、その旅における出会いを基にして曲を作るコーナー。2016年3月31日に気仙沼市民会館でライブを行なった。
  - ティーナ・カリーナ（2015年4月3日 - 2016年3月31日）
  - ナレーション：柳瀬洋平（ミヤギテレビアナウンサー）
- 知ってるつもり!?宮城解体新書
担当：ティーナ・カリーナ
宮城の文化・風習・物事の〝知ってるつもり〟を掘り下げるコーナー。かつては2016年4月8日から2017年3月24日まで「なんでやねん!?宮城解体新書（宮城の文化・風習・物事の「なんでやねん⁉︎」にツッコみまくるコーナー）」というコーナー名だったが、2017年4月7日より現在のコーナ名に変更[21]。
- ヘルシー！うれしー♡トマトマクッキング
  - 早川智美（カゴメ管理栄養士）
  - 石川貴絵（カゴメ管理栄養士、2011年6月24日 – 2016年4月22日）
- アッコのらくウマレシピ
  - 早坂明子（料理研究家、2012年10月3日 - 2017年3月30日）
- 宗さんのほのぼのキッチン→ほのぼのキッチン（番組開始 - 2017年9月25日）
視聴者から寄せられたアイデア料理のレシピを、その視聴者と電話をつなぎながらスタジオで実際に調理するコーナー。
  - さとう宗幸
  - 浮ヶ谷美穂（ミヤギテレビアナウンサー）
  - 鈴木沙喜代（ミヤギテレビアナウンサー、一時期に水曜担当） 他
- はっちーのうみの杜にっき
  - 蜂谷由梨奈（ミヤギテレビアナウンサー、2015年10月7日 - 2016年12月26日）
- ニュースセンターから県内のニュース
  - 武田玲子（ミヤギテレビアナウンサー、2010年3月29日 - 2016年12月29日）
  - 蜂谷由梨奈（ミヤギテレビアナウンサー、2017年1月4日 - 2018年12月28日）
  - 浮ヶ谷美穂（ミヤギテレビアナウンサー、2019年1月7日 - 2022年3月30日、2020年12月25日までは全曜日、2021年1月4日 - 2022年3月30日までは月〜水曜担当。）
- 吉本 農業で住みます芸人（2016年4月 - 2017年3月）
  - キングビスケット
- がんばろう!宮城
  - 高橋佳生
  - 永峯良
- SAKIYOのアマ～い誘惑
担当：鈴木沙喜代（ミヤギテレビアナウンサー）
週末に食べたいオススメスイーツを厳選して紹介するコーナー。

バンデス記者
- 渡辺勝彦
- 阿部夕起
- 阿部静子
- 菅原美話[22]
- 山田基行
- 平塚裕子
- 小山幸恵
- 伊藤理子
- 真野みづほ
- 江利塚たまみ
- 松本有美
- 堀米智也
- 高野真弓
- 鈴木順子
- 丹野裕美
- 早坂明子
- 落合美紅
- 大場カズキ
- 番ことみ
- 茜ゆりか
- 青柳亜以子
- 外賀幸一（ミヤギテレビアナウンサー）
- 加藤智也（ミヤギテレビアナウンサー）
- 茂庭睦
- 野村沙綾（ - 2018年3月）
- 白壁里沙子（ミヤギテレビアナウンサー、2017年10月 - 2018年12月）
- 齋藤菜々子

### 司会者の変遷
| 期間      | 期間       | 男性       | 女性       | 女性       | 女性       |
| 期間      | 期間       | 男性       | 月曜・火曜 | 水曜       | 木曜・金曜 |
| --------- | ---------- | ---------- | ---------- | ---------- | ---------- |
| 1995.4.3  | 1995.6.30  | 渡辺勝彦   | 浮ヶ谷美穂 | 浮ヶ谷美穂 | 浮ヶ谷美穂 |
| 1995.7.3  | 2007.3.30  | さとう宗幸 | 浮ヶ谷美穂 | 浮ヶ谷美穂 | 浮ヶ谷美穂 |
| 2007.4.2  | 2009.12.25 | さとう宗幸 | 浮ヶ谷美穂 | 浮ヶ谷美穂 | 安斎摩紀   |
| 2010.1.4  | 2012.9.28  | さとう宗幸 | 浮ヶ谷美穂 | 浮ヶ谷美穂 | 浜本徳子   |
| 2012.10.1 | 2014.3.28  | さとう宗幸 | 浮ヶ谷美穂 | 浮ヶ谷美穂 | 鈴木沙喜代 |
| 2014.3.31 | 2018.12.28 | さとう宗幸 | 浮ヶ谷美穂 | 鈴木沙喜代 | 鈴木沙喜代 |
| 2019.1.7  | 2022.4.1   | さとう宗幸 | 白壁里沙子 | 蜂谷由梨奈 | 蜂谷由梨奈 |
| 2022.4.4  | 現在       | さとう宗幸 | 蜂谷由梨奈 | 蜂谷由梨奈 | 武田玲子   |

## 主なコーナー
- かけつけルンです!（月 - 金曜）
ホットな話題や情報に駆け付けるコーナー。
- 天気予報（オープニング、月 - 金曜）
担当：佐藤可奈子（気象予報士、ウェザーマップ所属）
オープニングで宮城県内の天気を伝える。
- かなこといくみの井戸端てんき（月 - 金曜）
担当：佐藤可奈子（気象予報士）、佐藤育美
天気にまつわるプチ生活情報を紹介するコーナー。2017年10月4日より放送開始。
- ニュースセンターから県内のニュース（月 - 金曜）
担当：浮ヶ谷美穂（ミヤギテレビアナウンサー）
浮ヶ谷が休みの場合は、柳瀬や伊藤、盛が担当する。
- バンデス記者（月 - 金曜）
担当：バンデス記者
特集コーナー。2015年9月までは「バンデス記者が行く!」というコーナー名で放送していた。
- 早バンnews every.（ニュース、月 - 金曜）
担当：柳瀬洋平（ミヤギテレビアナウンサー）
全国と宮城県内のニュース、ミヤギnews every.の予告を伝える。柳瀬が休みの場合は浮ヶ谷や伊藤が担当する。2011年7月1日までは「柳瀬洋平（武田玲子）の早バンevery.」というコーナー名で放送していた。
- コスギンの世話やき天気（月 - 金曜）
担当：小杉浩史（気象予報士）
「早バンnews every.」の後に天気予報とちょっと一言世話を焼く話を交えながら伝えるコーナー。2015年11月9日よりコーナー名が付けられた。
- あなたのバンです!ハイ&ロー（月 - 木曜）
視聴者から事前に応募されたハガキを抽選し、ゲームへ挑戦する当選者1人を決定して電話を繋ぐ。当選者が電話の呼び出し音が5回以内に出ない場合や同時間にテレビを視聴できる環境にいない場合は、改めて抽選が行われる。
当選者は用意されている10種類のカードの中からまずは1枚のカードを選択し[23]、そのカードの裏面に記してある1から10までの数字を確認した後、次に別のカードを選択し、そのカードの裏面に記してある数字が最初に選択したカードの裏面の数字よりも上か下かを推測して解答する。正解すると、景品が隠されている5種類の箱[24] の中から1つを選択してその中の景品を獲得することができる。1回目のゲームに正解すると、引き続きまた別のカードを選択して2回目のゲームに挑戦するかどうかを決定する権利が与えられ、もし2回目のゲームにも挑戦して正解すれば、続いて3回目のゲームにも挑戦するかどうかを決定する権利が与えられる。途中でゲームを降りた場合はその時点まで選択した景品を正式に獲得して終了となるが、引き続きゲームに挑戦して不正解となった場合はそれまで獲得した景品は全て没収されて終了となる。2014年10月より開始された。
- 天気予報（エンディング、月 - 金曜）
担当：小杉浩史（気象予報士）
エンディングで全国と宮城県内の天気を伝える。2017年9月までは、オープニングも担当していた。

### 不定期放送のコーナー
- ロングヒットの法則
長きにわたり親しまれてきた商品にまつわるエピソードを取材し紹介するコーナー。過去には『カルピス』などが紹介されている。隣県との二元中継コーナーやレギュラーコーナーが休止の際、ごくまれに放送される。
- ゲストコーナー
スタジオにゲストを招いて、さとう・浮ヶ谷（鈴木）とトークするコーナー。出演するゲストは主にさとうと親交の深い歌手や俳優などで、仙台でライブやイベントを行う歌手や俳優が新曲や出演する舞台・映画などを宣伝するために出演する場合もある。また、さとうが参加している「みやぎびっきの会」の実行委員長である宮城県出身の稲垣潤一や、メンバーである遊佐未森や山寺宏一などもスタジオに時折ゲストとして登場する。

### 月曜
- うみの杜にっき
担当：斎藤菜々子（モックプランニング所属）
仙台うみの杜水族館の海の生き物の知られざる生体に迫るコーナー。かつては2015年10月7日から2016年12月26日まで「はっちーのうみの杜にっき」というコーナー名で蜂谷由梨奈（ミヤギテレビアナウンサー）が担当していたが、2017年1月16日より現在のコーナ名に変更され、斎藤（なっちー）が担当[25]。
- バンデス×じゃらん 旅ドキッ（月1回）
旅のプロ「じゃらん」の編集長がドキドキでワクワクの旬の旅を紹介するコーナー。
- 知ってるつもり!?宮城解体新書
担当：ティーナ・カリーナ
宮城の文化・風習・物事の〝知ってるつもり〟を掘り下げるコーナー。かつては2016年4月8日から2017年3月24日まで「なんでやねん!?宮城解体新書（宮城の文化・風習・物事の「なんでやねん⁉︎」にツッコみまくるコーナー）」というコーナー名だったが、2017年4月7日より現在のコーナ名に変更[26]。
- 宗さんポスト
担当：さとう宗幸
視聴者から郵便で寄せられた便りをさとうが紹介するコーナー。採用者には直筆の返事が本人より贈られる。
- お食事処 馬場ちゃん
担当：馬場裕之（ロバート）
料理大好き芸人として大人気の馬場が男子ならではの簡単こだわり料理を紹介するコーナー。時にはオリジナル調味料を手作りすることもある。2017年4月6日より放送開始。2018年3月までは木曜コーナー。
- 宮城×熊本 バンミンShow!（不定期）
熊本県民テレビの『てれビタ』（2018年3月までは『テレビタミン』）と中継を結ぶコーナー。2008年11月21日より放送開始。『てれビタ』側からはMCの上野聡行（同局アナウンサー）・村上めぐみ（ローカルタレント）が出演している。
リポートVTR担当:鈴木沙喜代（宮城）、ばってん城次（熊本）

### 火曜
- スポ魂（月1回）
スポーツ特集コーナー。2017年1月10日より放送開始。
- 辻なパティスリー
担当：辻栄司（フランス料理店「Restaurant TSUJI」の専属パティシエ）、さとう宗幸
アイデアたっぷりのお菓子のレシピを紹介するコーナー。
- バンたま太鼓判
山形放送の『ピヨ卵ワイド』と中継を結ぶコーナー。『ピヨ卵』側からは陣内倫洋（同局アナウンサー）らが出演している。かつては2013年9月25日まで「これ見て!バンたま」というコーナー名で、2013年10月2日から2015年9月29日まで「教えて!バンたま」というコーナー名だったが、2015年10月6日より現在のコーナー名に変更された。
- 一枚の楽譜
担当：さとう宗幸、庄子眞理子（不定期出演）
前週に抽選で選んだテーマに沿って曲を選曲して歌うコーナー。
- 週刊鷲砲（しゅうかんわしほー）
楽天イーグルスを応援するコーナー。2017年8月1日より放送開始。
担当：蜂谷由梨奈 （ミヤギテレビアナウンサー）2019年 - 、鈴木沙喜代（当時ミヤギテレビアナウンサー）2017年8月 - 2018年12月。

### 水曜
- がんばろう!宮城
担当：伊藤拓（ミヤギテレビアナウンサー）
宮城県内の被災地状況をリポートするコーナー。東日本大震災後の番組再開時から開始されている。
- 須田家の食卓
担当：須田順子、さとう宗幸
日本テレビ系列の昼の情報番組『ヒルナンデス!』第5代レシピの女王であり、仙台市在住の須田順子が主婦ならではの目線で作る“簡単&アイデア”レシピを紹介するコーナー。
- 宮城・岩手 ど～なknow?
テレビ岩手の『5きげんテレビ』と中継を結ぶコーナー。『5きげん』側からは岩瀬弘行（同局アナウンサー）、きぬ（ローカルタレント）が出演している。かつては「宗&雅 ど～なknow?」というコーナー名で、『5きげんテレビ』の司会を務めていた平井雅幸が病気療養のため2015年3月2日に番組を降板してから現在のコーナー名に変更された。
- MAPでGO!伊達さんぽ
担当 ：ティーナ・カリーナ（2019年4月 - ） 2016年4月8日 - 2019年3月までは「なんでやねん!?宮城解体新書」→「知ってるつもり⁉︎宮城解体新書」を担当。
- 八木山ZooKAN
担当：渡辺勝彦
セルコホーム ズーパラダイス八木山の動物たちを紹介するコーナー。
- TAXIめし Returns
担当：斉藤ジュン、斉藤レイ（全日本プロレス）
タクシー運転手おすすめの『安くて美味い』味処を紹介するコーナー。コロナ禍で休止状態となっていたが、2023年7月よりレポーターを一新して復活。

### 木曜
- それいけ!アンパンマンこどもミュージアム
担当：仙台アンパンマンこどもミュージアム&モールのスタッフ（以下、スタッフと略す）、さとう宗幸
仙台アンパンマンこどもミュージアム&モールの最新情報を紹介するコーナー。かつてはスタジオでスタッフとさとう宗幸が担当していたが、2013年10月より定点中継先（仙台駅前→仙台アンパンマンこどもミュージアム&モール→サンモール一番町）からの中継へと変更され、スタッフと佐藤育美が担当した。2017年5月11日より再びスタジオからスタッフとさとう宗幸が担当となった。
不定期に仙台アンパンマンこどもミュージアム&モールからの中継を行っている。担当は安斎摩紀（ミヤギテレビアナウンサー）。2018年3月コーナー終了。
- みやぎ・ふくしま バンデス×Chu!
福島中央テレビの『ゴジてれ Chu !』と中継を結ぶコーナー。2008年3月までは『みやぎ・ふくしま バンデスシャトル』のタイトルで放送していたが、同年4月の改編で『ゴジてれ』側が大規模刷新したためタイトルを変更した。『ゴジてれ』側からは第1部（4時台）MCの石井佑弥・長江麻美（同局アナウンサー、2019年5月から）のみが出演している。
　『ゴジてれシャトル』時代から続く企画でミヤギテレビのOH!バンデスの隣接局（非隣接で前述の熊本県民テレビも含む）との交流企画としても最も歴史が古く、長く続いている。
　両局のスタジオを結んでいる際には、お互いのMC席に掲示されている投稿用のFAX番号・メールアドレスもそのまま放送されている。
- お食事処 馬場ちゃん
担当：馬場裕之（ロバート）
料理大好き芸人として大人気の馬場が男子ならではの簡単こだわり料理を紹介するコーナー。時にはオリジナル調味料を手作りすることもある。2017年4月6日より放送開始。
- WAZA-MEN
担当 : はすみ奈緒
後藤麻子
遠山みのり
渡邊裕子 
白壁里沙子（ミヤギテレビアナウンサー、2018年5月3日 - ）
安斎摩紀（ミヤギテレビアナウンサー ）
加藤智也（ミヤギテレビアナウンサー）
庄司梨紗
東北各地の「わざわざ行ってでも食べたい」ラーメンを紹介するコーナー。宮城県内以外のラーメン店を紹介しているが、2015年5月7日より宮城県内のラーメン店を紹介するコーナー「WAZA-MEN spin off」も不定期で放送されている。
- 解決!リョウ様
担当：永峯良
視聴者から寄せられた「街の素朴な疑問」を調査し解決するコーナー[27]。
コーナーのテーマ曲は、テレビアニメ『おじゃまんが山田くん』の主題歌『おじゃまんが山田くん』（歌：こおろぎ'73）からの流用。

### 金曜
- TAチャンの味庵チューボー（第1週）
担当：TA Chang（ターチャン、タイ料理レストラン「The Chang」のオーナーシェフ）、さとう宗幸
エスニックでアジアンな料理を紹介するコーナー。
- ムッシュがフィッシュ! おさかな道場（第2週）
担当：ムッシュ廣澤（仙台水産）、さとう宗幸
旬の魚を使用して美味しい料理を紹介するコーナー。
- 白飯がとまらない!しずかごはん（第3週）
担当：千葉静（みやぎ生協食生活アドバイザー）、さとう宗幸
ご飯に合う絶品おかずを紹介するコーナー。
- ベジトマクッキング（第4週）
担当：安東芳理（カゴメ管理栄養士、 2016年5月27日 - ）、さとう宗幸
カゴメの商品と旬の食材を使用してヘルシーで簡単、美味しい料理を紹介するコーナー。かつては2017年3月24日まで「ヘルシー!うれしー♡トマトマクッキング」というコーナー名だったが、2017年4月28日より現在のコーナー名に変更。
- 佳生のいつかきた道ぶ～らぶら
旅人：高橋佳生
毎週1か所、東北地方にある市町村を高橋が訪れて紹介するコーナー。東日本大震災後は高橋が「がんばろう!宮城」のコーナーを担当するために休止されていたが、2012年3月19日よりコーナーを再開した。2017年10月6日より月曜から金曜へ移動。
- 奥さ～ん!出たモン勝ち!!レシートナンバーズ（中継）
担当：安斎摩紀（ミヤギテレビアナウンサー）
参加希望者は告知された場所に時間までにレシートを1枚持って集合し、その後、スタジオで鈴木が回転させたルーレットボードに向けてさとうがダーツの矢を投げて、一の位→十の位→百の位の順に3桁の数字（ラッキーナンバー）を決定する。その数字と参加者が持参したレシートの表示金額が全て一致した場合は「ピタリ賞」として2万円分の食事券、「ピタリ賞」の該当者なしの場合は決定された数字よりも下の数値（内輪）の中で最も近い数字が記載されたレシートを持つ参加者に対して「トップ賞」として1万円分の食事券がプレゼントされる。原則としてコーナーへは主婦のみが参加できることとなっている。
また、会場に行けない方に対してハガキにラッキーナンバーと必要事項を書いて「おすそわけプレゼント」に応募できる。次回の放送で生抽選され、1万円分の食事券がプレゼントされる。応募は主婦に限らず老若男女が参加できる。
- 金曜中継コーナー「マチナカ 壁ちゃんLIVE」（2019年4月5日 - ）
担当：白壁里沙子（ミヤギテレビアナウンサー）

### 定点中継（仙台駅前）
担当：佐藤育美
- お絵描きしまSHOW!（月 - 金曜）
2人1組で、1人が描いた絵からその答えをもう1人が1分以内に推測して当てるコーナー。絵を描く側は喋ることも文字や数字を書くこともできない[28]。正解すると2,000円分の番組特製クオカードがプレゼントされる。不正解の場合はその日のカード金額が翌日（金曜日の場合は次週の月曜日）へと繰り越され、正解者が出る日まで金額はそのまま積み立てられ続けていく。2005年12月5日より開始された。
- 伝言板デス（月 - 金曜）
イベントや新規開店などの情報をその担当者が告知するコーナー。
- OH!得だモン（月 - 金曜）
お得な街の情報をお知らせするコーナー。
- おらが町!は～い出番デス（月 - 金曜）
宮城県内の市町村におけるイベント情報などをその市町村の担当者が告知するコーナー。時には他都道府県の市町村が登場する場合もある。中でも、村田町・女川町・丸森町の担当者の登場はこのコーナーの名物となっている。
コーナーのテーマ曲には、植木等『無責任一代男』のイントロの前半部分に谷啓『あんた誰?』の冒頭部分の「ビロ～ン!」という声を合成したものを使用している。

### 中継
- イチュー（移動中継）
旬な話題や場所を生中継するコーナー。2016年10月3日より放送開始。
担当：永峯良（2016年10月3日 - ）、安斎摩紀（ミヤギテレビアナウンサー、2016年10月3日 - ）、松原稜典（ミヤギテレビアナウンサー、2016年10月3日 - ）、白壁里沙子（ミヤギテレビアナウンサー、2017年10月2日 - 2018年12月）

## 日本全国!おとり寄せ
日本全国における取り寄せで入手できる食品の逸品を紹介するコーナーで、2004年5月31日に番組の放送時間が大幅に拡大されたのと同時に開始された。当初は櫻田彩子がコーナーを担当し、「日本全国 彩子のおとり寄せ」というコーナー名で毎週月 - 金曜日に放送されていた。その後は担当が浮ヶ谷美穂→渡辺勝彦へと交代し、放送日も月・水・金曜の週3回を経て最終的には週1回 へと縮小され、2015年3月30日にコーナーは終了を迎えた。
2005年5月には仙台市の藤崎百貨店にて、コーナー内にて紹介した商品を集めて販売する「OH!バンデス 日本全国おとり寄せフェア」というイベントを開催した。好評を博したために、翌2006年5月には第2回が開催され、その後も年1回に定例化されて、2014年までに藤崎百貨店を会場として計10回が開催されている。

## くりでん応援プロジェクト
2006年3月から2007年3月まで、宮城県北部を走る第三セクターのくりはら田園鉄道の廃止までの1年を盛り上げるべく「くりでん応援プロジェクト～出発進行!OH!バンデス号～」を展開し、さとう宗幸ら出演者と鉄道に詳しいディレクターら4人（永峯良・外賀幸一・秋葉隆史ディレクター・堀米智也※2006年8月24日放送分まで）が番組の「電車男」として活動した。番組では子供たちから「くりでんの絵」を募集し、その絵で車両の内外を彩った「OH!バンデス号」を企画し、車内アナウンスをさとうが担当して、実際に「OH!バンデス号」は1年間運行された。また、偶然放送日にゲストとしてスタジオに来ていた津川雅彦がこのプロジェクトに賛同し、後に津川から木製のくりでんの玩具が寄贈され、車内にマスコットとして展示された。
2009年6月18日に放送された「バンデス記者が行く!」において、再び「たまにはくりでん応援プロジェクト」として、外賀幸一と秋葉隆史ディレクターがくりはら田園鉄道の廃線跡（若柳→沢辺間）をゴミ拾いする様子が紹介された。

## ミヤギテレビ開局40周年記念企画「みやぎ遺産」
2010年にミヤギテレビが開局40周年を迎えた記念企画として、宮城県が誇るべき遺産として後世に残したい自然や風景、食や建築などといった伝統文化について視聴者からの募集を行い、その中から番組が40項目を独自に選定して、2010年1月から同年12月にかけて全40回・毎回1項目ずつ「みやぎ遺産」として紹介した。当初はコーナー終了直後となる2011年3月にDVDとして発表することを予定していたものの、同年3月11日に発生した東日本大震災の影響により、DVDは発表延期を余儀なくされた。
その後、内容の一部に東日本大震災後の追加取材を加えた形での再編集版として、2013年3月に『みやぎ遺産: 後世に残したい宮城の遺産』（丸善プラネット、ISBN 4863451628）という題名で書籍とDVDのセットとして発表された。ナビゲーターとしてさとう宗幸が出演している。

## 仙ジャニ∞プロジェクト
2015年7～9月にかけて関ジャニ∞が全国8都市にて実施した「関ジャニ∞リサイタル お前のハートをつかんだる!」と題されたライブツアーに関連して、関ジャニ∞が各都市のローカル番組と連携して各公演のステージのバックで踊るダンサーを一般公募する企画を行い、その中の1つとして、関ジャニ∞の宮城公演に出演するダンサーとなる「仙ジャニ∞」のメンバーを2015年5月に『OH!バンデス』の番組内にて募集し、それに関連して実際に行われたオーディションの様子などを「仙ジャニ∞プロジェクト」と題して同年7～9月にかけて紹介した。リポーターは遠山みのりが担当し、「仙ジャニ∞」のメンバー選考には関ジャニ∞の横山裕も加わって、横山は『OH!バンデス』のスタッフに扮してオーディションの合格者に対する合格発表も行なった。実際にオーディションで選出された「仙ジャニ∞」は同年9月5・6日に宮城県利府町のグランディ・21にて行われた関ジャニ∞の全3公演に参加し、その模様は同年9月16日に放送された「バンデス記者が行く!」にて紹介された。

## 宮城県内のニュース
日本テレビのスタジオから放送する全国ニュースを挟んで放送。2004年春までは当番組の出演者も登場し連携性はあったが、現在は当番組側からの出演者は駅前中継を除けば登場せず、事実上別番組扱いとなっている。

### OH!バンデス NEWS PLUS 1
『OH!バンデス NEWS PLUS 1』（オー!バンデス ニュース プラス ワン）は、1995年4月3日から2006年3月31日までミヤギテレビで放送していた平日夕方の宮城県向けローカル報道番組。『OH!バンデス』休止の際は『NNNニュースプラス1』と『NNNミヤギテレビニュースプラス1』あるいは『NNN NEWS PLUS 1 みやぎ』のみが放送された。

#### 概要
2004年春までは、スタジオで竹鼻純が主要ニュース読みとさとう宗幸・浮ヶ谷美穂を交えての解説などを行い、ニュースセンターからアナウンサー（シフト制）がその他のニュースを伝えるというスタイルだった。

#### 出演者

##### 放送終了時
キャスター
- 竹鼻純（当時ミヤギテレビアナウンサー、1995年4月 - 引き続き『Newsリアルタイムミヤギ』を担当）
- 盛朋子（ミヤギテレビアナウンサー、1995年4月 - 引き続き『Newsリアルタイムミヤギ』を担当）

天気予報（○は仙台駅前からの中継担当）
- 櫻田彩子（引き続き『Newsリアルタイムミヤギ』を担当）○

##### 過去
天気予報（○は仙台駅前からの中継担当）
- 小山田明美○
- 青山縁（当時ミヤギテレビアナウンサー）○
- 荒木真理子（当時ミヤギテレビアナウンサー）○

| ミヤギテレビ（NNN） 平日夕方のミヤギテレビニュース                            | ミヤギテレビ（NNN） 平日夕方のミヤギテレビニュース     | ミヤギテレビ（NNN） 平日夕方のミヤギテレビニュース                 |
| 前番組                                                                        | 番組名                                                 | 次番組                                                             |
| ----------------------------------------------------------------------------- | ------------------------------------------------------ | ------------------------------------------------------------------ |
| NNN MMTニュースプラス1                                                        | OH!バンデス OH!バンデス NEWS PLUS 1                    | OH!バンデス Newsリアルタイムミヤギ ↓ OH!バンデス ミヤギnews every. |
| ミヤギテレビ（NNN） 『OH!バンデス』休止時に伴う平日夕方のミヤギテレビニュース |                                                        |                                                                    |
| -                                                                             | NNNミヤギテレビニュースプラス1 ↓ NNN NEWS PLUS 1みやぎ | Newsリアルタイムミヤギ ↓ ミヤギnews every.                         |

### Newsリアルタイムミヤギ（『OH!バンデス』第3部）
『Newsリアルタイムミヤギ』（ニュースリアルタイムミヤギ）は、2006年4月3日から2010年3月26日までミヤギテレビで放送していた平日夕方の宮城県向けローカル報道番組。『OH!バンデス』の第3部 であり、放送時間は18:16 - 19:00。第1部・第2部に引き続きハイビジョン制作。なお、『OH!バンデス』休止の際は『NNN Newsリアルタイム』と『Newsリアルタイムミヤギ』のみが放送された。

### ミヤギnews every.（『OH!バンデス』第3部→第4部）
『ミヤギnews every.』（ミヤギニュース・エブリィ）は、2010年3月29日からミヤギテレビで放送している平日夕方の宮城県向けローカル報道番組。『OH!バンデス』の第4部（2015年3月31日までは第3部） であり、放送時間は18:15 - 19:00。第1部・第2部・第3部に引き続きハイビジョン制作。なお、『OH!バンデス』休止の際は『news every.』と『ミヤギnews every.』のみを放送する。